# Steffen Iversen
Steffen Iversen, född 10 november 1976 i Oslo, är en norsk före detta fotbollsspelare (anfallare). Han gjorde 79 landskamper och 21 mål för Norges fotbollslandslag.
Iversen inledde sin proffskarriär 1995 i Rosenborg BK, som han vann Tippeligaen med. 1996 lämnade Iversen Norge för engelska Tottenham Hotspur FC. I Tottenham gjorde Iversen 143 matcher och 35 mål i Premier League. 2003 flyttade han till Wolverhampton Wanderers FC. 2004 bar det av tillbaka till Norge och Vålerenga. År 2006 var Iversen tillbaka i Rosenborg.
2010 gick Iversen till engelska klubben Crystal Palace. 
Efter att inte ha fått förlängning på kontraktet var Iversen åter i Rosenborg 2012 för sin tredje period i klubben.
Steffen Iversen är son till fotbollsspelaren Odd Iversen.

## Meriter
Iversen har sex norska mästerskapstitlar, en med Vålerenga och fem med Rosenborg. Han har också tagit en Ligacup-titel med Tottenham Hotspur.
Iversen medverkade i det norska landslaget i Fotbolls-EM 2000.